# Thamnium moenkemeyeri
Thamnium moenkemeyeri är en bladmossart som först beskrevs av C. Müller, och fick sitt nu gällande namn av Kindberg 1891. Thamnium moenkemeyeri ingår i släktet Thamnium och familjen Neckeraceae. Inga underarter finns listade i Catalogue of Life.